# پشه (ترانه پینک‌پانترس)
«پشه» (به انگلیسی: Mosquito) ترانه‌ای از خوانندهٔ بریتانیایی پینک‌پانترس می‌باشد که در ۲۹ سپتامبر سال ۲۰۲۳ از سوی وارنر رکوردز انگلیس به‌عنوان دومین تک‌آهنگ از نخستین آلبوم استودیویی خدا میدونه منتشر گردید. نسخه‌های اولیهٔ «پشه» در سال ۲۰۲۲ بر روی حساب تیک‌تاک پینک‌پانترس منتشر شده بودند.